# Musée national du Valcamonica

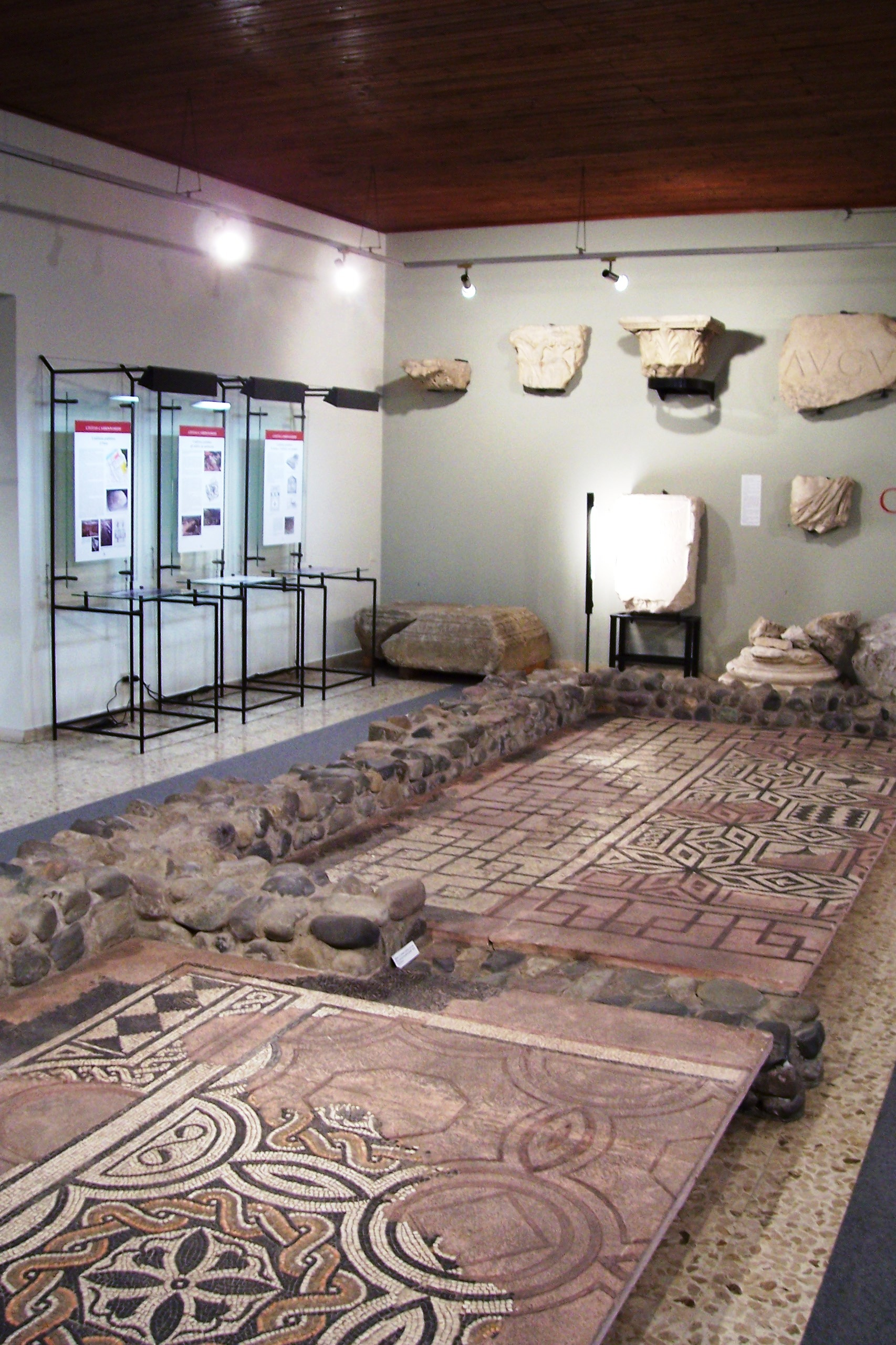
Une des salles du musée.

Le musée national du Valcamonica (en italien, Museo Nazionale della Valcamonica) est un musée archéologique situé à Cividate Camuno en province de Brescia.

## Historique
Le musée a été créé en 1981 dans le but de recueillir et de présenter au public le matériel romain récupéré dans les différentes fouilles effectuées depuis la fin du XVIIe siècle dans le Val Camonica.

## Description
Le musée est subdivisé en quatre sections :
- le territoire – avec des vestiges de la conquête romaine en -16 ;
- la cité – avec la reconstruction de l'antique Civitas Camunnorum ;
- les cultes – dont la statue de Minerve, une des trois représentations encore existante, peut-être la meilleure de l'Hygie d'Athènes (Ve siècle av. J.-C.) ;
- les nécropoles – avec les vestiges des sites du Val Camonica.

Les pièces exposées proviennent en grande partie de Cividate ainsi que du sanctuaire de Minerve de Breno.

## Photothèque

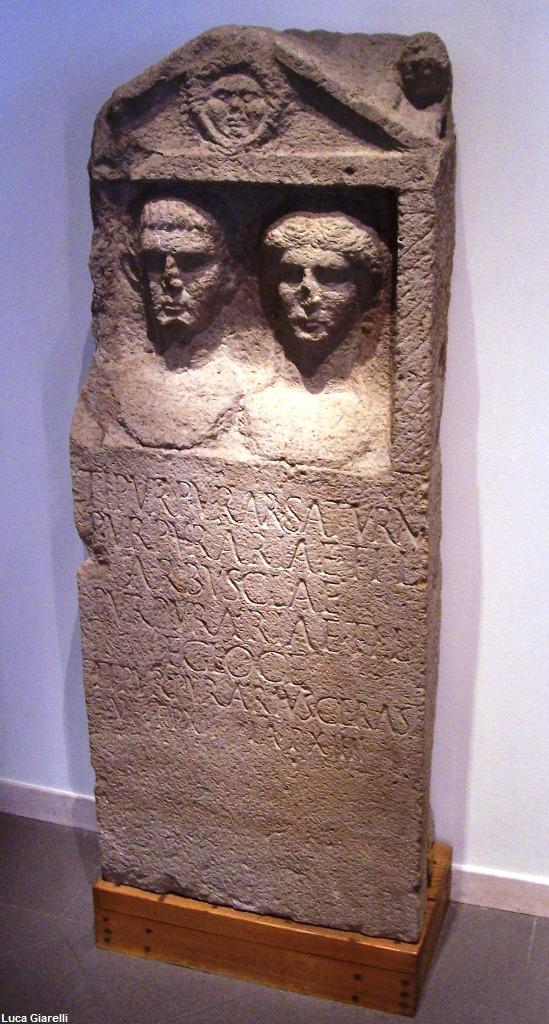
Cippe funéraire d'Ossimo
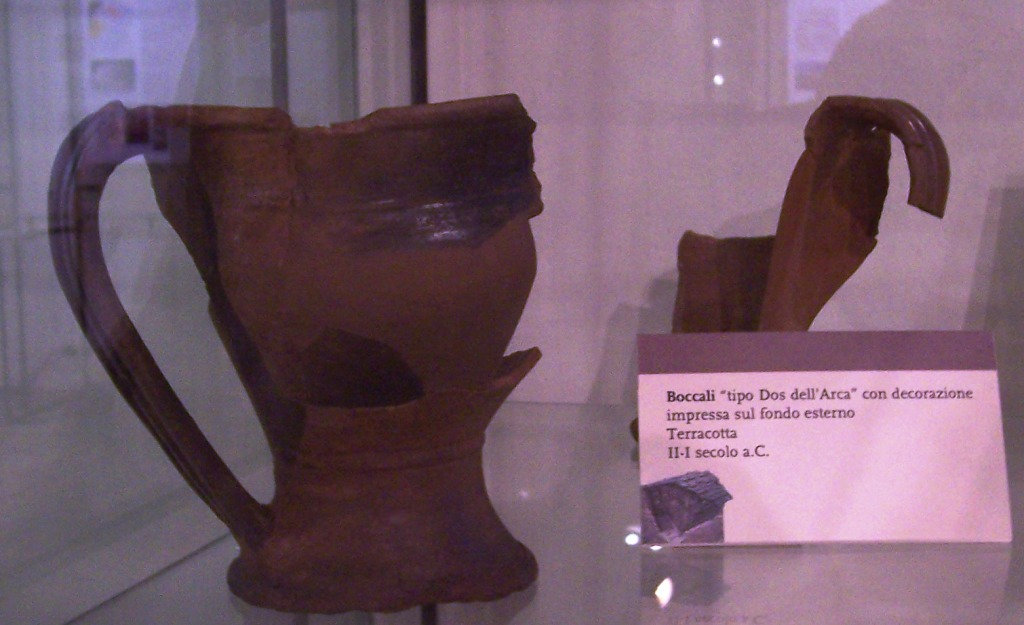
Bocal type Dos dell'Arca (II et I)
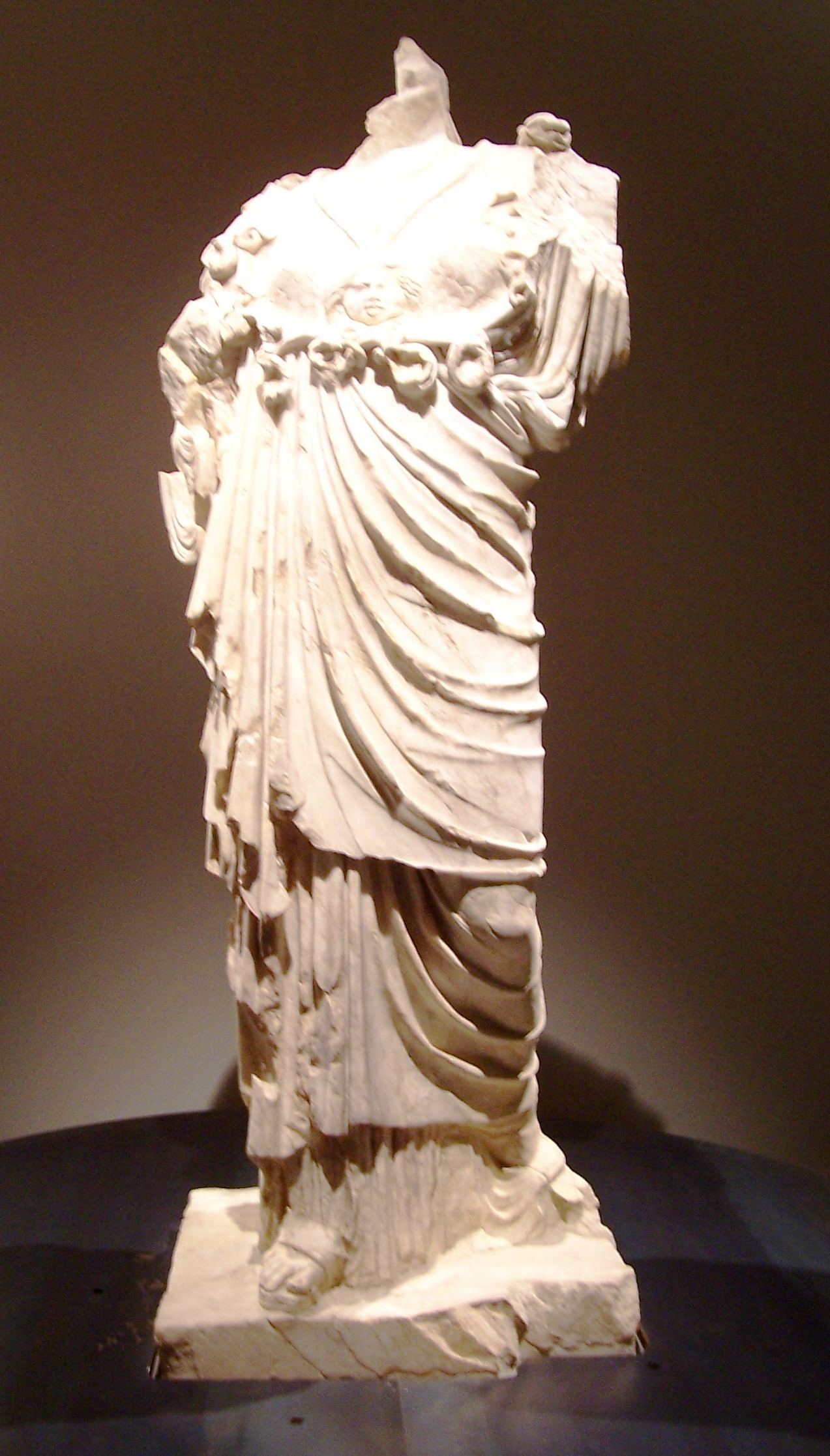
Statue de Minerve Hygie.
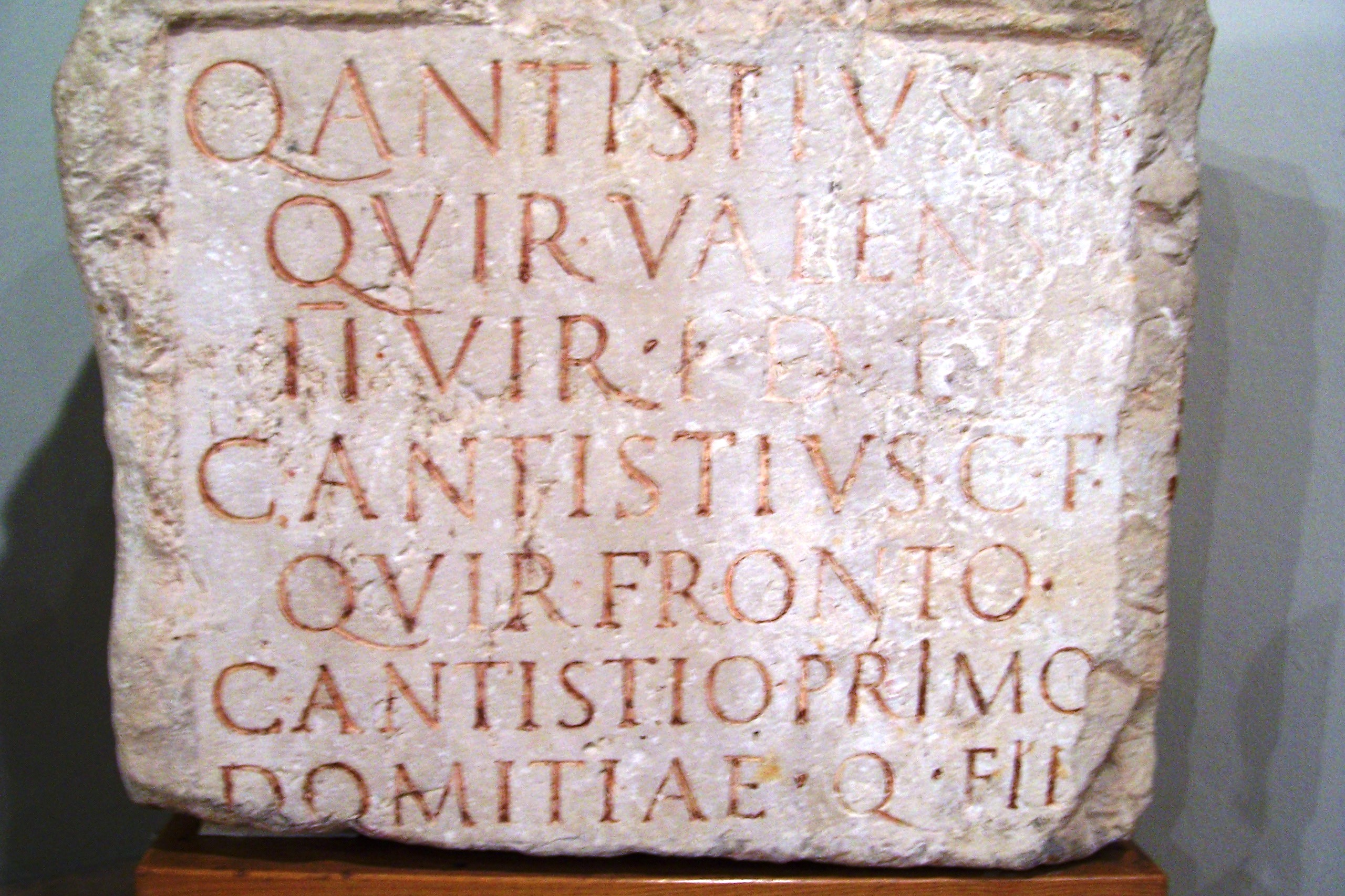
Inscription contenant une référence à la tribu Quirina (it) du Val Camonica (QVIR).

## Sources
- (it) Cet article est partiellement ou en totalité issu de l’article de Wikipédia en italien intitulé « Museo nazionale della Valcamonica » (voir la liste des auteurs).